# Polenta d'Ivrea
La polenta d'Ivrea (anche polenta dolce biellese) è una torta rotonda, tradizionale piemontese, a base di farina di mais, miele e succo d'arancia.

## Caratteristiche
I principali ingredienti dell'impasto sono frumento di mais, burro, tuorlo d'uovo, fecola, zucchero, scorza di limone grattugiata, mentre la copertura è composta da miele, succo d'arancia e granella di pandispagna.

## Storia[3]
La torta venne creata dai fratelli Strobbia di Ivrea nel 1922, che ne depositarono il primo marchio. Nel 1931 la Guida Gastronomica d'Italia del Touring Club Italiano inserisce la polenta d'Ivrea tra i dolci caratteristici della zona. 